# 데버라 차우
데버라 차우(영어: Deborah Chow)는 캐나다의 TV 프로그램 연출가이다. 《머독 미스터리》, 《미스터 로봇》, 《더 만달로리안》 등의 드라마 에피소드를 연출하였다. 오스트레일리아에서 캐나다로 이주한 중국계 가정에서 성장했고, 맥길 대학교에서 문화학을, 컬럼비아 대학교에서 연출을 공부했다.

## 연출 에피소드 목록
| 연도    | 제목               | 담당 에피소드                                                                            | 비고          |
| ------- | ------------------ | ---------------------------------------------------------------------------------------- | ------------- |
| 2014    | 머독 미스터리      | 시즌8 6화 "The Murdoch Appreciation Society" 시즌8 7화 "What Lies Buried"                | CBC           |
| 2015    | 미녀와 야수        | 시즌3 7화 "Both Sides Now"                                                               | CW            |
| 2015    | 미스터 로봇        | 시즌1 6화 "eps1.5_br4ve-trave1er.asf"                                                    | USA 네트워크  |
| 2016    | 뱀파이어 다이어리  | 7-10화 "Hell Is Other People"                                                            | CW            |
| 2017    | 아이언 피스트      | 시즌1 11화 〈말은 다시 마굿간으로〉                                                      | 넷플릭스      |
| 2014-17 | 레인               | 시즌2 7화 "The Prince of the Blood" 시즌2 13화 "Sins of the Past" 시즌2 19화 "Abandoned" | CW            |
| 2016-17 | 피어 더 워킹 데드  | 2-9화 "Los Muertos" 3-3화 "TEOTWAWKI"                                                    | AMC           |
| 2018    | 제시카 존스        | 시즌2 4화 〈신의 가호를〉                                                                | 넷플릭스      |
| 2018    | 로스트 인 스페이스 | 시즌1 5화 〈전송〉                                                                       | 넷플릭스      |
| 2018    | 베터 콜 사울       | 4-7화 "Something Stupid"                                                                 | AMC           |
| 2018    | 높은 성의 사나이   | 3-9화 "Baku"                                                                             | 프라임 비디오 |
| 2019    | 신들의 전쟁        | 2-3화 "Muninn"                                                                           | 프라임 비디오 |
| 2019    | 만달로리안         | 시즌 1 3화, 7화                                                                          | 디즈니+       |
| 2022    | 오비완 케노비      | 1-6화                                                                                    | 디즈니+       |